# Gornja Dubrava (Zagreb)
Gornja Dubrava gradska je četvrt u samoupravnom ustrojstvu Grada Zagreba.
Gradska četvrt osnovana je Statutom Grada Zagreba 14. prosinca 1999., a u prethodnom ustrojstvu postojala je Općina Dubrava.
Po podacima iz 2011. površina četvrti je 40,28 km2, a broj stanovnika 61 841.
Četvrt obuhvaća sjeverni dio Dubrave, u kojem se nalaze brojna poluurbana naselja: Branovec – Jalševec, Čučerje, Dankovec, Dubec, Dubrava – središte, Gornja Dubrava, Granešina, Granešinski Novaki, Miroševec, Novoselec, Oporovec, Trnovčica, Zeleni brijeg. Uz njih postoje i planska naselja iz 20. stoljeća, kao što su Klaka, Poljanice i Studentski grad.

## Povijest
Do kraja 19. stoljeća u Dubravi živi samo 25 stanovnika.
Intenzivnije naseljavanje područja Gornje Dubrave počinje 1930-ih godina kada je izgrađen najveći dio prostora između Avenije Dubrava, Oporovečke i Grižanske, a prevladavaju obiteljske kuće. 
Godine 1935. dio naselja dobiva električnu energiju.
Dana 13. listopada 1940. u Dubravi je održana Peta zemaljska konferencija KPJ.
Dana 20. prosinca 1943. u zapadnoj Dubravi ustaše su javno objesile skupinu šesnaestorice antifašista, događaj poznat je pod nazivom Prosinačke žrtve 20. prosinca 1943.
Nakon Drugog svjetskog rata počinje izgradnja urbane četvrti Studentski grad i željezničke pruge Pionirska željeznica.
Sjeverna, podsljemenska naselja, nastanjena još u antičko doba, polako se povezuju s užim područjem Dubrave uz Aveniju Dubrava. U tim zaseocima i perifernim naseljima 1931. godine živi čak 6600 stanovnika. 
U 1970-ima i 1980-ima nastavlja se intenzivno naseljavanje izgradnjom urbanih četvrti Klaka i Poljanice. Istodobno se proširuje područje obiteljskih kuća Trnovčica.
Prije Drugog svjetskog rata naselje Dubrava administrativno je pripadalo općini Sesvete. 
Nakon rata na području današnje gradske četvrti Gornja Dubrava, osim područja Dupca, djeluju mjesni narodni odbori Čučerje, Degidovec, Granešina, Miroševec i Zagrebačka Dubrava, svi u sastavu Kotara Zagreb.
Godine 1955. osnovana je Općina Zagrebačka Dubrava koja je obuhvaćala cijelu Gornju i Donju Dubravu, osim područja Dupca i naselje Resnik, sada u sastavu Gradske četvrti Peščenica – Žitnjak.
Od 1974. do 1990., odnosno do ukidanja općina u Gradu Zagrebu, postojala je Općina Dubrava koja se protezala na prostoru Općine Zagrebačka Dubrava iz 1955., ali bez područja naselja Resnik.
U četvrti se nalazi Župna crkva sv. Leopolda Bogdana Mandića.
Na današnjem području Gradske četvrti Gornja Dubrava do 1994. je postojalo 17 mjesnih zajednica: Branovec – Jalševec, Čučerje, Dankovec, Dubec, Dubrava – Središte, Gornja Dubrava, Granešina, Granešinski Novaki, Klaka, Miroševec, Novoselec, Oporovec, Poljanice, Studentski grad, Trnovčica i Zeleni brijeg.

## Vijeće gradske četvrti Gornja Dubrava
- predsjednik: nije izabran
- potpredsjednik: nije izabran

Vijeće gradske četvrti Gornja Dubrava ima 19 zastupnika.
| lista | lista                                                                  | nositelj liste         | glasovi | postotak | mandati |
| ----- | ---------------------------------------------------------------------- | ---------------------- | ------- | -------- | ------- |
|       | Možemo! – SDP                                                          | Helena Kereta Telišman | 5875    | 28,49 %  | 7 / 19  |
|       | HDZ – Domovinski pokret – HSU – HSS                                    | Neven Mikša            | 4198    | 20,36 %  | 5 / 19  |
|       | Zagreb United                                                          | Luka Holjevac          | 2901    | 14,07 %  | 3 / 19  |
|       | NL Marija Selak Raspudić                                               | Anamaria Raguž         | 2668    | 12,94 %  | 3 / 19  |
|       | Jedino Hrvatska! – Domino – Hrvatski suverenisti – Blok za Hrvatsku    | Ante Matić             | 1596    | 7,74 %   | 1 / 19  |
|       | Blok umirovljenici zajedno – Plavi grad                                | Nerma Mujičić Dautović | 1000    | 4,85 %   | 0 / 19  |
|       | NL Pavle Kalinić – Stranka umirovljenika – Umirovljenici zajedno – ZDS | Anto Krišto            | 863     | 4,18 %   | 0 / 19  |
|       | DO i SIP – GLAS – ORaH – Reformisti                                    | Dalija Orešković       | 794     | 3,85 %   | 0 / 19  |
|       | Most – HSP                                                             | Domagoj Jukić          | 720     | 3,49 %   | 0 / 19  |

## Šport
- NK Dubrava Zagreb

## Vanjske poveznice
- Službene stranice grada Zagreba
- Službena web stranica Gradske četvrti